# 2008年の映画
2008年の映画（2008ねんのえいが）では、2008年（平成20年）の映画分野の動向についてまとめる。
2007年の映画 - 2008年の映画 - 2009年の映画

## できごと

### 世界
- 1月7日 - 全米脚本家協会のストに伴い、ゴールデングローブ賞の授賞式が取りやめとなり、記者会見のみが行われることが発表された[要出典]。
- 1月22日 - 俳優のヒース・レジャーが薬物摂取過剰のため、ニューヨークのアパートで死去[要出典]。28歳であった[要出典]。
- 2月12日 - 全米脚本家組合ストライキが終結[要出典]。
- 6月1日 - ユニバーサルシティにあるユニバーサル・スタジオが大規模な火災の被害を受けた[要出典]。
- 8月4日 - 『ダークナイト』が全米公開18日目にして、4億ドルの興行収入を上げた[1]。

### 日本
- 1月
  - 2007年度全国映画館数3221スクリーン（うちシネコン2454スクリーン、前年比159スクリーン増、シェア76%で全体の4分の3以上）、入場者数1億6319万人（前年比99.2%）、興行収入1984億4300万円（前年比97.8%）[2][3]。
  - 東宝、平成19年度（1 - 12月）の映画営業部門の年間興収595億1000万円で歴代記録更新、4年連続500億円突破を達成[2]。TOHOシネマズの興収311億800万円（直営313スクリーン）、東宝グループ興行会社計（536スクリーン）463億9000万円[2]。
- 1月1日 - パラマウント映画配給部門が国内配給業務を開始[2]。
- 2月1日 - スタジオジブリ社長に星野康二が就任[2]。鈴木敏夫はプロデューサーに専念[2]。
- 2月3日 - ワーナー・マイカル・シネマズ東岸和田閉館[2]。WMのシネコン2号店、かつ、関西初として業界に旋風起こした15年の歴史に幕[2][注 1]。
- 2月13日 - 映画監督・市川崑死去[2][2]。3月29日、東宝スタジオ第9スタジオで「市川崑監督・お別れの会」開催[2]。
- 3月26日 - 大阪堺市・TOHOシネマズ鳳開場[4][5][注 2]。
- 4月1日 - 日本映画新社が保有する映像ライブラリー資産を東宝に譲渡[4]。管理・貸出・販売業務は東宝ステラに委託[4]。
- 11月21日 - 発行部数の落込みのため、映画雑誌『ロードショー』（1972年創刊）が休刊[6]。

## 周年
- 創立85周年
  - ウォルト・ディズニー・カンパニー

## 日本の映画興行
- 入場料金（大人）
  - 1,800円[7] - 一般入場料金は17年間据え置かれている[8]。
  - 1,800円（統計局『小売物価統計調査（動向編） 調査結果』[9] 銘柄符号 9341「映画観覧料」）[10]
- 入場者数 1億6049万人[3]
- 興行収入 1948億3600万円[3]

| 配給会社 | 番組数 | 年間興行収入  | 概要                                |
| 配給会社 | 番組数 | 前年対比      | 概要                                |
| -------- | ------ | ------------- | ----------------------------------- |
| 松竹     | 20     | 160億1518万円 |                                     |
| 松竹     | 20     | 102.2%        |                                     |
| 東宝     | 29     | 739億1459万円 | 東宝年間興行収入の新記録            |
| 東宝     | 29     | 112.4%        | 東宝年間興行収入の新記録            |
| 東映     | 19     | 119億7561万円 | 『相棒 -劇場版-』が大きく貢献した。 |
| 東映     | 19     | 140.5%        | 『相棒 -劇場版-』が大きく貢献した。 |

出典:「2008年 日本映画・外国映画 業界総決算 経営/製作/配給/興行のすべて」『キネマ旬報』2009年（平成21年）2月下旬号、キネマ旬報社、2009年、173頁。

## 各国ランキング

### 日本興行収入ランキング
| 順位 | 題名                                                                              | 製作国                                                                                      | 配給                  | 興行収入  |
| ---- | --------------------------------------------------------------------------------- | ------------------------------------------------------------------------------------------- | --------------------- | --------- |
| 1    | 崖の上のポニョ                                                                    | 日本の旗                                                                                    | 東宝                  | 155.0億円 |
| 2    | 花より男子ファイナル                                                              | 日本の旗                                                                                    | 東宝                  | 077.5億円 |
| 3    | おくりびと                                                                        | 日本の旗                                                                                    | 松竹                  | 064.8億円 |
| 4    | インディ・ジョーンズ/クリスタル・スカルの王国                                     | アメリカ合衆国の旗                                                                          | パラマウント映画      | 057.1億円 |
| 5    | レッドクリフPart1                                                                 | 中華人民共和国の旗 · 香港の旗 · 日本の旗 · 大韓民国の旗 · 中華民国の旗 · アメリカ合衆国の旗 | 東宝東和/エイベックス | 050.5億円 |
| 6    | 容疑者Xの献身                                                                     | 日本の旗                                                                                    | 東宝                  | 049.2億円 |
| 7    | 劇場版ポケットモンスター ダイヤモンド&パール ギラティナと氷空<そら>の花束シェイミ | 日本の旗                                                                                    | 東宝                  | 048.0億円 |
| 8    | 相棒 -劇場版- 絶体絶命! 42.195km 東京ビッグシティマラソン                         | 日本の旗                                                                                    | 東映                  | 044.4億円 |
| 9    | アイ・アム・レジェンド                                                            | アメリカ合衆国の旗                                                                          | ワーナー・ブラザース  | 043.1億円 |
| 10   | 20世紀少年 第1章                                                                  | 日本の旗                                                                                    | 東宝                  | 039.5億円 |
| 11   | ザ・マジックアワー                                                                | 日本                                                                                        | 東宝                  | 39.2億円  |

出典：2008年興行収入10億円以上番組 (PDF)  - 日本映画製作者連盟

### 全世界興行収入ランキング
| 順位 | 題名                                          | スタジオ                                  | 興行収入       |
| ---- | --------------------------------------------- | ----------------------------------------- | -------------- |
| 1    | ダークナイト                                  | ワーナー・ブラザース                      | $1,006,102,277 |
| 2    | インディ・ジョーンズ/クリスタル・スカルの王国 | パラマウント映画                          | $786,636,033   |
| 3    | カンフー・パンダ                              | ドリームワークス                          | $631,908,951   |
| 4    | ハンコック                                    | コロムビア映画                            | $624,386,746   |
| 5    | アイアンマン                                  | パラマウント映画                          | $582,030,528   |
| 6    | マンマ・ミーア!                               | ユニバーサル・ピクチャーズ                | $573,158,659   |
| 7    | マダガスカル2                                 | ドリームワークス                          | $567,447,934   |
| 8    | 007 慰めの報酬                                | MGM/コロムビア映画                        | $559,975,624   |
| 9    | ウォーリー                                    | ウォルト・ディズニー・スタジオ (ピクサー) | $532,937,930   |
| 10   | ナルニア国物語/第2章:カスピアン王子の角笛     | ディズニー                                | $419,649,113   |

出典:“2008 Worldwide Box Office Results”.  Box Office Mojo. 2015年12月27日閲覧。

### 北米興行収入ランキング
| 順位 | 題名                                          | スタジオ                                  | 興行収入     |
| ---- | --------------------------------------------- | ----------------------------------------- | ------------ |
| 1    | ダークナイト                                  | ワーナー・ブラザース                      | $534,987,076 |
| 2    | アイアンマン                                  | パラマウント映画                          | $318,412,101 |
| 3    | インディ・ジョーンズ/クリスタル・スカルの王国 | パラマウント映画                          | $317,101,119 |
| 4    | ハンコック                                    | コロムビア映画                            | $227,946,274 |
| 5    | ウォーリー                                    | ウォルト・ディズニー・スタジオ (ピクサー) | $223,808,164 |
| 6    | カンフー・パンダ                              | ドリームワークス                          | $215,434,591 |
| 7    | トワイライト〜初恋〜                          | サミット・エンターテインメント            | $192,769,854 |
| 8    | マダガスカル2                                 | ドリームワークス                          | $180,010,950 |
| 9    | 007 慰めの報酬                                | MGM/コロムビア映画                        | $168,368,427 |
| 10   | ホートン/ふしぎな世界のダレダーレ             | 20世紀フォックス                          | $154,529,439 |

出典:“2008 Domestic Yearly Box Office Results”.  Box Office Mojo. 2016年1月1日閲覧。

### イギリス興行収入ランキング
1. マンマ・ミーア!
2. ダークナイト
3. 007 慰めの報酬
4. インディ・ジョーンズ/クリスタル・スカルの王国
5. セックス・アンド・ザ・シティ
6. ハンコック
7. ウォーリー
8. カンフー・パンダ
9. マダガスカル2
10. ハイスクール・ミュージカル/ザ・ムービー

出典:“2008 United Kingdom Yearly Box Office Results”.  Box Office Mojo. 2016年1月1日閲覧。

### オーストラリア興行収入ランキング
1. ダークナイト
2. マンマ・ミーア!
3. インディ・ジョーンズ/クリスタル・スカルの王国
4. オーストラリア
5. セックス・アンド・ザ・シティ
6. カンフー・パンダ
7. アイ・アム・レジェンド
8. 007 慰めの報酬
9. ハンコック
10. アイアンマン

出典:“2008 Australia Yearly Box Office Results”.  Box Office Mojo. 2016年1月1日閲覧。

## 受賞
- 第81回アカデミー賞
  - 作品賞 - 『スラムドッグ$ミリオネア』
  - 監督賞 - ダニー・ボイル (『スラムドッグ$ミリオネア』)
  - 主演男優賞 - ショーン・ペン (『ミルク』)
  - 主演女優賞 - ケイト・ウィンスレット (『愛を読むひと』)
  - 助演男優賞 - ヒース・レジャー (『ダークナイト』)
  - 助演女優賞 - ペネロペ・クルス （『それでも恋するバルセロナ』)

- 第66回ゴールデングローブ賞
  - 作品賞 (ドラマ部門) - 『スラムドッグ$ミリオネア』
  - 主演女優賞 (ドラマ部門) - ケイト・ウィンスレット (『レボリューショナリー・ロード/燃え尽きるまで』)
  - 主演男優賞 (ドラマ部門) - ミッキー・ローク (『レスラー』)
  - 作品賞 (ミュージカル・コメディ部門) - 『それでも恋するバルセロナ』
  - 主演女優賞 (ミュージカル・コメディ部門) - サリー・ホーキンス (『Happy-Go-Lucky』)
  - 主演男優賞 (ミュージカル・コメディ部門) - コリン・ファレル (『ヒットマンズ・レクイエム』)
  - 外国語映画賞 - 『戦場でワルツを』
  - 監督賞 - ダニー・ボイル (『スラムドッグ$ミリオネア』)

- 第74回ニューヨーク映画批評家協会賞
  - 作品賞 - 『ミルク』

- 第61回カンヌ国際映画祭
  - パルム・ドール -『パリ20区、僕たちのクラス』
  - 審査員賞 - 『ゴモラ』
  - 監督賞 - ヌリ・ビルゲ・ジェイラン（『Üç Maymun』）
  - 男優賞 - ベニチオ・デル・トロ（『チェ 39歳 別れの手紙』）
  - 女優賞 - サンドラ・ コルベローニ（『Linha de Passe』）
  - 脚本賞 - ジャン＝ピエール&リュック・ダルデンヌ（『ロルナの祈り』）

- 第65回ヴェネツィア国際映画祭
  - 金獅子賞 - 『レスラー』
  - 銀獅子賞（監督賞）：アレクセイ・ゲルマン（『Paper Soldier』）
  - 男優賞：シルヴィオ・オルランド（『Il Papa di Giovanna』）
  - 女優賞：ドミニク・ブラン（『The Other One』）

- 第58回ベルリン国際映画祭
  - 金熊賞 - 『エリート・スクワッド』（ジョゼ・パジーリャ）
  - 監督賞：ポール・トーマス・アンダーソン（『ゼア・ウィル・ビー・ブラッド』）
  - 男優賞：レザ・ナジエ（『Avaze gonjeshk-ha』）
  - 女優賞：サリー・ホーキンス（『ハッピー・ゴー・ラッキー』）

- 第32回日本アカデミー賞
  - 最優秀作品賞 - 『おくりびと』（滝田洋二郎）
  - 最優秀監督賞 - 滝田洋二郎（『おくりびと』）
  - 最優秀主演男優賞 - 本木雅弘（『おくりびと』）
  - 最優秀主演女優賞 - 木村多江（『ぐるりのこと。』）

- 第51回ブルーリボン賞
  - 作品賞 - 『クライマーズ・ハイ』
  - 主演男優賞 - 本木雅弘（『おくりびと』）
  - 主演女優賞 - 木村多江（『ぐるりのこと。』）
  - 監督賞 - 是枝裕和（『歩いても 歩いても』）

- 第82回キネマ旬報ベスト・テン
  - 外国映画第1位 - 『ノーカントリー』
  - 日本映画第1位 -  『おくりびと』

- 第63回毎日映画コンクール
  - 日本映画大賞 - 『おくりびと』

## 死去
| 日付 | 日付 | 名前                     | 国籍                | 年齢 | 職業                             |
| 1月  | 10日 | 長澤勝俊                 | 日本の旗            | 85   | 作曲家                           |
| 1月  | 10日 | マイラ・ヌアミ           | アメリカ合衆国の旗  | 85   | 俳優                             |
| 1月  | 15日 | ブラッド・レンフロ       | アメリカ合衆国の旗  | 25   | 俳優                             |
| 1月  | 17日 | 鳥海尽三                 | 日本の旗            | 78   | 脚本家                           |
| 1月  | 18日 | 南里征典                 | 日本の旗            | 68   | 小説家                           |
| 1月  | 19日 | スザンヌ・プレシェット   | アメリカ合衆国の旗  | 70   | 俳優                             |
| 1月  | 22日 | ヒース・レジャー         | オーストラリアの旗  | 28   | 俳優                             |
| 2月  | 2日  | バリー・モース           | カナダの旗          | 89   | 俳優                             |
| 2月  | 6日  | 林成年                   | 日本の旗            | 76   | 俳優                             |
| 2月  | 10日 | ロイ・シャイダー         | アメリカ合衆国の旗  | 75   | 俳優                             |
| 2月  | 13日 | 市川崑                   | 日本の旗            | 92   | 映画監督                         |
| 2月  | 18日 | アラン・ロブ＝グリエ     | フランスの旗        | 92   | 映画監督                         |
| 2月  | 19日 | デヴィッド・ワトキン     | イギリスの旗        | 82   | 撮影監督                         |
| 2月  | 22日 | 山崎猛                   | 日本の旗            | 63   | 俳優                             |
| 2月  | 28日 | 原田昌樹                 | 日本の旗            | 52   | 映画監督                         |
| 3月  | 2日  | ソフィコ・チアウレリ     | ジョージア (国)の旗 | 70   | 女優                             |
| 3月  | 3日  | 広川太一郎               | 日本の旗            | 68   | 声優                             |
| 3月  | 4日  | レナード・ローゼンマン   | アメリカ合衆国の旗  | 83   | 作曲家・南カリフォルニア大学教授 |
| 3月  | 7日  | 上田トシコ               | 日本の旗            | 90   | 漫画家                           |
| 3月  | 11日 | 根岸明美                 | 日本の旗            | 73   | 女優                             |
| 3月  | 18日 | アンソニー・ミンゲラ     | アメリカ合衆国の旗  | 54   | 映画監督・脚本家                 |
| 3月  | 19日 | アーサー・C・クラーク    | イギリスの旗        | 90   | SF作家                           |
| 3月  | 19日 | ポール・スコフィールド   | アメリカ合衆国の旗  | 86   | 俳優                             |
| 3月  | 20日 | 小沢重雄                 | 日本の旗            | 81   | 俳優・声優                       |
| 3月  | 24日 | リチャード・ウィドマーク | アメリカ合衆国の旗  | 93   | 俳優                             |
| 3月  | 24日 | ラファエル・アスコナ     | スペインの旗        | 81   | 小説家・脚本家                   |
| 3月  | 25日 | アビー・マン             | アメリカ合衆国の旗  | 80   | 脚本家                           |
| 3月  | 31日 | ジュールズ・ダッシン     | アメリカ合衆国の旗  | 96   | 映画監督                         |
| 4月  | 2日  | 石井桃子                 | 日本の旗            | 101  | 児童文学作家・翻訳家             |
| 4月  | 5日  | チャールトン・ヘストン   | アメリカ合衆国の旗  | 84   | 俳優                             |
| 4月  | 6日  | 川内康範                 | 日本の旗            | 88   | 作詞家、脚本家、政治評論家、作家 |
| 4月  | 8日  | スタンリー・カメル       | アメリカ合衆国の旗  | 65   | 俳優                             |
| 4月  | 14日 | オリー・ジョンストン     | アメリカ合衆国の旗  | 95   | アニメーター                     |
| 5月  | 11日 | 関弘子                   | 日本の旗            | 78   | 女優・声優                       |
| 5月  | 13日 | ジョン・フィリップ・ロー | アメリカ合衆国の旗  | 70   | 俳優                             |
| 5月  | 26日 | シドニー・ポラック       | アメリカ合衆国の旗  | 73   | 監督・俳優                       |
| 6月  | 2日  | メル・ファーラー         | アメリカ合衆国の旗  | 90   | 俳優                             |
| 6月  | 4日  | 斎藤守慶                 | 日本の旗            | 79   | 毎日放送最高顧問                 |
| 6月  | 6日  | 野田昌宏                 | 日本の旗            | 74   | 小説家                           |
| 6月  | 6日  | 氷室冴子                 | 日本の旗            | 51   | 小説家                           |
| 6月  | 7日  | ディーノ・リージ         | イタリアの旗        | 91   | 映画監督                         |
| 6月  | 10日 | 水野晴郎                 | 日本の旗            | 76   | 映画評論家、映画監督             |
| 6月  | 15日 | スタン・ウィンストン     | アメリカ合衆国の旗  | 62   | SFXスタッフ                      |
| 6月  | 17日 | シド・チャリシー         | アメリカ合衆国の旗  | 86   | 俳優                             |
| 6月  | 18日 | ジャン・ドラノワ         | フランスの旗        | 100  | 映画監督・脚本家                 |
| 6月  | 18日 | 神戸みゆき               | 日本の旗            | 24   | 女優                             |
| 6月  | 22日 | ジョージ・カーリン       | アメリカ合衆国の旗  | 71   | コメディアン                     |
| 6月  | 24日 | 土本典昭                 | 日本の旗            | 79   | 記録映画作家・ルポルタージュ作家 |
| 6月  | 29日 | ドン・S・デイヴィス      | アメリカ合衆国の旗  | 65   | 俳優、画家                       |
| 7月  | 4日  | イヴリン・キース         | アメリカ合衆国の旗  | 91   | 俳優                             |
| 7月  | 4日  | トマス・M・ディッシュ    | アメリカ合衆国の旗  | 68   | SF作家                           |
| 7月  | 22日 | エステル・ゲティ         | アメリカ合衆国の旗  | 84   | 女優                             |
| 7月  | 27日 | ユーセフ・シャヒーン     | エジプトの旗        | 82   | 映画監督                         |
| 8月  | 2日  | 赤塚不二夫               | 日本の旗            | 72   | 漫画家                           |
| 8月  | 2日  | 服部正                   | 日本の旗            | 100  | 作曲家                           |
| 8月  | 6日  | 水原英子                 | 日本の旗            | 65   | 女優                             |
| 8月  | 9日  | バーニー・マック         | アメリカ合衆国の旗  | 50   | 俳優・コメディアン。             |
| 8月  | 10日 | アイザック・ヘイズ       | アメリカ合衆国の旗  | 65   | 歌手・作曲家                     |
| 8月  | 18日 | マニー・ファーバー       | アメリカ合衆国の旗  | 91   | 画家・美術評論家・映画評論家     |
| 8月  | 25日 | 深浦加奈子               | 日本の旗            | 48   | 女優                             |
| 9月  | 1日  | ドン・ラフォンティーヌ   | アメリカ合衆国の旗  | 68   | 声優                             |
| 9月  | 6日  | アニタ・ペイジ           | アメリカ合衆国の旗  | 98   | 女優                             |
| 9月  | 13日 | 楠田浩之                 | 日本の旗            | 92   | 撮影技師                         |
| 9月  | 18日 | マウリシオ・カーゲル     | アルゼンチンの旗    | 76   | 作曲家                           |
| 9月  | 19日 | 市川準                   | 日本の旗            | 59   | 映画監督                         |
| 9月  | 26日 | ポール・ニューマン       | アメリカ合衆国の旗  | 83   | 俳優                             |
| 10月 | 1日  | 香椎くに子               | 日本の旗            | 79   | 女優、声優                       |
| 10月 | 2日  | チェ・ジンシル           | 大韓民国の旗        | 39   | 女優                             |
| 10月 | 5日  | 緒形拳                   | 日本の旗            | 71   | 俳優                             |
| 10月 | 11日 | 中村獅童 (初代)          | 日本の旗            | 79   | 歌舞伎役者                       |
| 10月 | 11日 | 三浦和義                 | 日本の旗            | 61   | タレント                         |
| 10月 | 11日 | 峰岸徹                   | 日本の旗            | 65   | 俳優                             |
| 10月 | 13日 | ギョーム・ドパルデュー   | フランスの旗        | 37   | 俳優                             |
| 10月 | 18日 | 謝晋                     | 中華人民共和国の旗  | 84   | 映画監督                         |
| 10月 | 25日 | ジェラルド・ダミアーノ   | アメリカ合衆国の旗  | 80   | 映画監督                         |
| 10月 | 26日 | トニイ・ヒラーマン       | アメリカ合衆国の旗  | 83   | 推理作家                         |
| 10月 | 27日 | フランク永井             | 日本の旗            | 76   | 歌手                             |
| 10月 | 31日 | ジョン・デイリー         | イギリスの旗        | 71   | 映画プロデューサー               |
| 11月 | 4日  | マイケル・クライトン     | アメリカ合衆国の旗  | 66   | 作家・脚本家・プロデューサー     |
| 11月 | 7日  | 筑紫哲也                 | 日本の旗            | 73   | ジャーナリスト                   |
| 11月 | 13日 | マルチェロ・フォンダート | イタリアの旗        | 84   | 脚本家・映画監督                 |
| 11月 | 17日 | エンニオ・デ・コンチーニ | イタリアの旗        | 84   | 脚本家・映画監督                 |
| 11月 | 22日 | 松下砂稚子               | 日本の旗            | 74   | 女優                             |
| 11月 | 24日 | 廣瀬量平                 | 日本の旗            | 78   | 作曲家                           |
| 11月 | 24日 | 浦岡敬一                 | 日本の旗            | 78   | 編集技師                         |
| 11月 | 30日 | 高野宏一                 | 日本の旗            | 73   | 特撮監督                         |
| 12月 | 2日  | オデッタ                 | アメリカ合衆国の旗  | 77   | フォーク歌手・女優               |
| 12月 | 4日  | 寺島幹夫                 | 日本の旗            | 77   | 声優                             |
| 12月 | 6日  | 遠藤実                   | 日本の旗            | 76   | 作曲家                           |
| 12月 | 8日  | ロバート・プロスキー     | アメリカ合衆国の旗  | 77   | 俳優                             |
| 12月 | 12日 | 宮川一郎                 | 日本の旗            | 83   | 脚本家                           |
| 12月 | 12日 | ヴァン・ジョンソン       | アメリカ合衆国の旗  | 92   | 映画監督                         |
| 12月 | 14日 | 木暮剛平                 | 日本の旗            | 84   | 電通名誉相談役                   |
| 12月 | 16日 | サム・ボトムズ           | アメリカ合衆国の旗  | 53   | 俳優                             |
| 12月 | 17日 | 飯島愛                   | 日本の旗            | 36   | タレント                         |
| 12月 | 18日 | 若杉光夫                 | 日本の旗            | 86   | 映画監督                         |
| 12月 | 18日 | メイジェル・バレット     | アメリカ合衆国の旗  | 76   | 女優                             |
| 12月 | 20日 | ロバート・マリガン       | アメリカ合衆国の旗  | 83   | 映画監督                         |
| 12月 | 21日 | 相賀徹夫                 | 日本の旗            | 83   | 小学館相談役                     |
| 12月 | 23日 | 早乙女貢                 | 中華人民共和国の旗  | 82   | 歴史小説・時代小説作家           |
| 12月 | 25日 | アン・サヴェージ         | アメリカ合衆国の旗  | 87   | 女優                             |
| 12月 | 28日 | 竹林進                   | 日本の旗            | 78   | 映画監督                         |